# Duck Down Music
Duck Down Music Inc. est un label discographique, et une société spécialisée en management de talents et de marketing musical américain, situé à New York, dans l'État de New York. Il est fondé en 1994 par le rappeur Buckshot du groupe Black Moon et du collectif Boot Camp Clik. À la vingtième année d'existence de Duck Down, la société compte 40 albums et plus de 3 millions d'exemplaires vendus.
Il regroupe des rappeurs et groupes de hip-hop comme Black Moon, Smif-N-Wessun, Sean Price, Pharoahe Monch, Black Rob, 9th Wonder & Buckshot, KRS-One & Buckshot, B-Real of Cypress Hill (solo), Heltah Skeltah, Boot Camp Clik, et des nouveaux venus relatifs comme The Away Team, Statik Selektah, Skyzoo, Random Axe (Sean Price, Black Milk, Guilty Simpson), Promise, David Dallas, Marco Polo, Ruste Juxx, Torae, Blue Scholars, Special Teamz (Slaine de La Coka Nostra, Ed O.G., Jaysaun, DJ Jayceeoh) et Kidz in the Hall.

## Histoire
Duck Down, dont le nom s'inspire du single à succès homonyme publié par Boogie Down Productions en 1992, est originellement lancée en 1994 comme société spécialisée en management consacrée au parcours du groupe de Buckshot, Black Moon et Smif-N-Wessun. En 1995, les cofondateurs Drew « Dru Ha » Friedman et Kenyatta « Buckshot » Blake lancent Duck Down Music. Après la publication du premier album à succès de Black Moon, Enta da Stage, et de Smif-N-Wessun, Dah Shinin'), Duck Down signe un contrat de distribution avec Priority Records, à cette période le meilleur label de hip-hop dirigé par EMI, maison du label No Limit Records de N.W.A et Master P. Pendant les premières années du contrat, Dru Ha et Buckshot signent leurs deux nouveaux groupes, Heltah Skeltah et O.G.C., qu'ils fusionnent en un quintette, désormais appelé Fab Five. À Priority/EMI, Duck Down forme un groupe avec le restant de ses membres appelé Boot Camp Clik, dont les membres sont Black Moon, Smif-N-Wessun, Heltah Skeltah, et O.G.C. Ils publient neuf albums avec Priority Records entre 1995 et 2000,.
En 2002, Duck Down conclut un partenariat avec Navarre Corporation pour la distribution des CD et DVD aux États-Unis et au Canada. Duck Down conserve ses droits de distribution numérique et est en accord direct avec iTunes. Duck Down produit, fabrique et vend indépendamment ses produits.
En 2005, Duck Down publie Monkey Barz (le premier album de Sean Price), Chemistry (un album collectif entre Buckshot et le producteur 9th Wonder) et Smif 'n' Wessun: Reloaded. La couverture des trois albums est créée par le designer Marc Ecko. En 2007, Duck Down conclut un contrat de distribution avec Koch Records (désormais E1 Music) et augmente le nombre de ses membres tout en publiant les albums de Special Teamz (Stereotypez en 2007), Kidz in the Hall (The In Crowd en 2008 et Land of Make Believe, l'album solo de B-Real de Cypress Hill (Smoke N Mirrors) et de KRS-One et Buckshot (Survival Skills en 2009).
En 2011, avec la publication de l'album W.A.R. (We Are Renegades) de Pharoahe Monch, Duck Down Music lance 3D, une firme spécialisée dans le marketing musical avec son propre réseau de distribution, et Blue Scholars.

## Artistes
- Black Moon (Buckshot, 5ft & DJ Evil Dee)
- Boot Camp Clik
- B-Real
- Da Beatminerz (DJ Evil Dee & Mr. Walt)
- Diamond D
- DJ Revolution
- Heltah Skeltah (Rock & Sean Price)
- Kidz in the Hall (Naledge & Double-O)
- KRS-One
- Marco Polo
- O.G.C. (Louieville Sluggah, Starang Wondah & Top Dog)
- Pharoahe Monch
- Sean Price
- The Representativz (Supreme & Lidu Rock)
- Torae
- Ruste Juxx
- Smif-n-Wessun (Tek & Steele)
- Special Teamz (Ed O.G., Jaysaun & Slaine)
- 9th Wonder

## Discographie

### Albums studio
- 1996 : Heltah Skeltah - Nocturnal
- 1996 : O.G.C. - Da Storm
- 1997 : Boot Camp Clik - For the People
- 1998 : Cocoa Brovaz - The Rude Awakening
- 1998 : Heltah Skeltah - Magnum Force
- 1999 : Black Moon - War Zone
- 1999 : O.G.C. - The M-Pire Shrikez Back
- 1999 : Various Artists - Duck Down Presents: The Album
- 1999 : Buckshot-  The BDI Thug
- 1999 : Representativz - Angels of Death
- 2000 : Boot Camp Clik - Basic Training: Boot Camp Clik's Greatest Hits
- 2002 : Boot Camp Clik - The Chosen Few
- 2002 : Various Artists - Collect Dis Edition
- 2003 : Buckshot - The BDI Thug (version longue rééditée)
- 2003 : Black Moon - Total Eclipse
- 2005 : Sean Price - Monkey Barz
- 2005 : Buckshot & 9th Wonder - Chemistry
- 2005 : Smif-N-Wessun - Smif 'N' Wessun: Reloaded
- 2005 : Black Moon - War Zone Revisited  (version longue rééditée)
- 2006 : Boot Camp Clik - The Last Stand
- 2007 : Sean Price - Jesus Price Supastar
- 2007 : Boot Camp Clik - Still For the People (réédition de For the People)
- 2007 : Boot Camp Clik -Casualties of War
- 2007 : Special Teamz - Stereotypez
- 2007 : Smif-N-Wessun - Smif-n-Wessun: The Album
- 2008 : Buckshot & 9th Wonder - The Formula
- 2008 : Kidz in the Hall - The In Crowd
- 2008 : Heltah Skeltah - D.I.R.T.
- 2008 : DJ Revolution - Kings of the Decks
- 2008 : Ruste Juxx - Indestructible
- 2009 : B-Real -Smoke N Mirrors
- 2009 : Torae & Marco Polo - Double Barrel
- 2009 : Steele de Smif-N-Wessun - Welcome To Bucktown
- 2009 : Blue Scholars - OOF! EP
- 2009 : Blue Scholars - Bayani Redux
- 2009 : KRS-One & Buckshot - Survival Skills
- 2009 : Skyzoo - The Salvation
- 2009 : General Steele of Smif-N-Wessun - AmeriKKKa's Nightmire Part 2: Children of War
- 2009 : Kidz in the Hall - Land of Make Believe
- 2010 : Skyzoo &!llmind - Live From Tape Deck
- 2010 : Marco Polo & Ruste Juxx - The eXXecution
- 2010 : Marco Polo - The Stupendous Adventures of Marco Polo
- 2010 : Various Artists - 15 Years of Duck Down
- 2010 : Skyzoo & Illmind - Live From the Tape Deck
- 2011 : Promise - Awakening
- 2011 : Pharoahe Monch - W.A.R. (We Are Renegades)
- 2011 : Random Axe (Sean Price, Guilty Simpson, Black Milk) - Random Axe
- 2011 : Pete Rock & Smif-N-Wessun - Monumental
- 2011 : Black Rob - Game Tested, Streets Approved
- 2011 : The Away Team - Scars and Stripes
- 2011 : David Dallas - The Rose Tint
- 2011 : Statik Selektah - Population Control
- 2011 : Kidz in the Hall - Occasion
- 2012 : Plug 1 & Plug 2 - First Serve
- 2012 : Ruste Juxx & The Arcitype - V.I.C. (Victorious Impervious Champions)
- 2012 : Murs & Fashawn - This Generation
- 2012 : Skyzoo - A Dream Deferred
- 2012 : Sean Price - Mic Tyson
- 2012 : 9th Wonder & Buckshot - The Solution
- 2013 : P-Money - Gratitude
- 2013 : Statik Selektah - Extended Play
- 2013 : Smif-n-Wessun - Born and Raised
- 2013 : Dope D.O.D. - Da Roach
- 2014 : Buckshot & P-Money - Backpack Travels[10]
- 2014 : Statik Selektah - What Goes Around...[11]
- 2015 : Chelsea Reject - CMPLX